# Іван Аргіропул
Іван Аргіропул (грец. 'Αργυροπουλος; 1415 — 26 червня 1487) — візантійський учений, відомий заслугами з відновлення грецької літератури в Італії.
Народився в Константинополі, де вивчав філософію й богослов'я, у віці 24 роки прибув до Італії, де продовжив навчання в Падуанській гімназії на кошти кардинала Віссаріона. У Римі відкрив школу з коментування давньогрецьких авторів. Повернувся в Константинополь незадовго до захоплення турками (1453 р.), потім утік в Італію. У 1456 Козімо Медічі запросив його вчителем філософії у Флоренцію й доручив виховання сина П'єтро й онука Лоренцо. Професор Флорентійської академії (1477—1481). Коли у Флоренції з'явилася чума, у 1481 Аргіропул переїхав до Рима й продовжував викладати до кінця життя.
З його школи вийшли відомі вчені: Палла Строцці, Поліціано і Йоганн Рейхлін. Він залишив кілька латинських перекладів творів Арістотеля (1518—1520), коментар на його етику і політику та кілька брошур богословського змісту (1541).